# تشارلز أ. ريتش (مهندس معماري)
تشارلز أ. ريتش (بالإنجليزية: Charles A. Rich)‏ هو مهندس معماري أمريكي، ولد في 22 أكتوبر 1854 في بيفرلي في الولايات المتحدة، وتوفي في 3 ديسمبر 1943 في شارلوتسفيل في الولايات المتحدة.